# Federico Luppi
Federico José Luppi Malacalza (Ramallo, 23 febbraio 1936 – Buenos Aires, 20 ottobre 2017) è stato un attore argentino.

## Biografia
Nato e cresciuto a Ramallo, capoluogo del partido omonimo della provincia di Buenos Aires, da una famiglia d'origine italiana, esordì al cinema nel 1965, forte di alcune applaudite esibizioni teatrali. Divenne poi un attore feticcio del regista suo connazionale Adolfo Aristarain, a partire da Tiempo de revancha (1981), segnalandosi per interpretazioni intense in alcune delle sue pellicole più importanti, come ad esempio Un posto nel mondo, che fu candidata all'Oscar per il miglior film straniero. Negli ultimi anni visse dividendosi tra il suo Paese d'origine e la Spagna.

## Filmografia

### Cinema
- Pajarito Gómez (1965)
- Psique y sexo (1965)
- Todo sol es amargo (1966)
- El ABC del amor - episodio "Noche terrible" (1967)
- Los contrabandistas - cortometraggio (1967)
- El romance del Aniceto y la Francisca (1967)
- El derecho a la felicidad (1968)
- Las ruteras (1968)
- El proyecto (1969)
- Pasión dominguera (1970)
- Los herederos (1970)
- Mosaico (1970)
- Paula contra la mitad más uno (1971)
- Crónica de una señora (1971)
- La revolución (1973)
- Las venganzas de Beto Sánchez (1973)
- La flor de la mafia (1974)
- La Patagonia rebelde (1974)
- Triángulo de cuatro (1975)
- Yo maté a Facundo (1975)
- Una mujer (1975)
- Juan que reía (1976)
- Tiempo de revancha (1981)
- Últimos días de la víctima (1982)
- Plata dulce (1982)
- El arreglo (1983)
- Piccola sporca guerra (No habrá más penas ni olvido) (1983)
- Pasajeros de una pesadilla (1984)
- Luna caliente (1985)
- Cocaine Wars (1985)
- La vieja música (1985)
- Les longs manteaux (1986)
- Sobredosis (1986)
- Sostenido en La menor (1986)
- Malayunta (1986)
- Los líos de Susana (1986)
- El año del conejo (1987)
- The Stranger (1987)
- La amiga (1988)
- Después del último tren (1989)
- Cien veces no debo (1990)
- Flop (1990)
- Guerriers et captives (1990)
- Puerto Verde - cortometraggio (1990)
- Las tumbas (1991)
- Un posto nel mondo (Un lugar en el mundo) (1992)
- Mi querido Tom Mix (1992)
- Matar al abuelito (1993)
- Cronos (1993)
- Sin opción (1995)
- Caballos salvajes (1995)
- La ley de la frontera (1995)
- Nessuno parlerà di noi (Nadie hablará de nosotras cuando hayamos muerto) (1995)
- Éxtasis (1996)
- Sol de otoño (1996)
- Martín (Hache) (1997)
- Oltre la giustizia, regia di Juan Josè Jusid (1997)
- Angeli armati (Men with Guns) (1997)
- Frontera Sur (1998)
- Lisboa (1999)
- Fading Memories (1999)
- Divertimento (2000)
- Rosarigasinos (2001)
- La spina del diavolo (El espinazo del diablo) (2001)
- Los pasos perdidos (2001)
- Toda clase de pieles - cortometraggio (2001)
- El lugar donde estuvo el paraíso (2002)
- El último tren (2002)
- La balsa de piedra (2002)
- Lugares comunes (2002)
- Machuca (2004)
- Incautos (2004)
- Pasos - anche regista (2005)
- Intramontabile effervescenza (Elsa y Fred) (2005)
- El viento (2005)
- El buen destino (2005)
- Il labirinto del fauno (El laberinto del fauno) (2006)
- Combattere o morire - The Distance (La distancia) (2006)
- Cara de queso 'mi primer ghetto' (2006)
- La habitación de Fermat (2007)
- El último justo (2007)
- La luna en botella (2007)
- Ese beso - cortometraggio (2008)
- Que parezca un accidente (2008)
- Cuestión de principios (2009)
- Sin retorno (2010)
- Fase 7 (2010)
- Pasos de Federico Luppi - solo accreditato (2012)
- Acorralados (2012)
- La corporación (2012)
- Cuatro de copas (2012)
- Inevitable (2013)
- El gurí (2015)
- Magallanes (2015)
- Al final del túnel (2016)
- Siete semillas (2016)
- Neve nera (Nieve negra) (2017)

### Televisione
- El amor tiene cara de mujer - serie TV, 16 episodi (1964)
- Las chicas - serie TV, 29 episodi (1965)
- Teatro Grand Guignol - serie TV, 2 episodi (1966)
- Nosotros, los villanos - serie TV, 3 episodi (1968)
- Testimonios de hoy... Autores argentinos - serie TV (1968)
- Cosa juzgada - serie TV, 18 episodi (1969)
- Hospital privado - serie TV, 1 episodio (1970)
- Dejame que te cuente - serie TV, 19 episodi, anche regista (1971)
- Zazá - film TV (1972)
- Primera figura - serie TV, 3 episodi (1973)
- Los protagonistas - serie TV, 4 episodi (1973)
- La casa, el teatro y usted - serie TV, 3 episodi (1974)
- Nosotros - serie TV, (1975)
- Estudio 1 - serie TV, (1978)
- Un amore eterno (Que Dios se lo pague) - serie TV, 20 episodi (1981)
- Los días contados - serie TV, 19 episodi (1983)
- La tentación - serie TV, 3 episodi (1983)
- Supermingo - serie TV, 3 episodi (1986)
- Seis personajes en busca de un autor - film TV (1986)
- Ficciones - serie TV, 3 episodi (1987)
- Hombres de ley - serie TV (1987)
- Le roi de Patagonie - miniserie TV, 4 episodi (1990)
- Di maggio - serie TV, 19 episodi (1990)
- Alta comedia - serie TV, 2 episodi (1991)
- Atreverse - serie TV, 2 episodi (1990-1991)
- Luces y sombras - serie TV, 19 episodi (1992)
- Sei forte papà (¡Grande, Pa!) - serie TV, 1 episodio (1992)
- Alta comedia - serie TV, 7 episodi (1971-1995)
- Ricos y famosos - serie TV, 3 episodi (1997)
- Los especiales de Doria - serie TV, 1 episodio (1998)
- Casa natal - serie TV, 19 episodi (1998)
- 7 vidas - serie TV, 2 episodi (2003)
- Los simuladores - serie TV, 2 episodi (2006)
- Cazadores de hombres - serie TV, 1 episodio (2008)
- Tratame bien - miniserie TV, 1 episodio (2009)
- Impostores - miniserie TV, 13 episodi (2009-2010)
- Los sónicos - miniserie TV, 1 episodio (2011)
- El pacto - miniserie TV, 13 episodi (2011)
- ¿Quién Mató al Bebe Uriarte? - serie TV, 3 episodi (2012)
- Condicionados - miniserie TV, 4 episodi (2012)
- En terapia - serie TV, 74 episodi (2012-2014)